# Hérard (archevêque de Tours)
Pour les articles homonymes, voir Hérard.
Hérard fut archevêque de Tours de 855 à sa mort en juin 871.

## Carrière
Il promulgua le 15 mai 858 des capitula synodica (en 140 chapitres) sur la discipline du clergé et plusieurs points de morale ; leur objet principal est de pourvoir à l'instruction du clergé et du peuple, et il veut que les curés ouvrent des écoles et aient des livres correctement écrits. Après la prise et le pillage de la ville de Tours et de l'abbaye Saint-Martin par les Normands en novembre 853, il s'occupa, avec l'appui du roi Charles le Chauve et du pape Nicolas Ier, de restaurer cet établissement : par un acte daté du 7 novembre 860 qu'il fit approuver par le concile de Tusey (près de Toul), réuni alors, il renouvela solennellement les exemptions et immunités de l'abbaye.
Il participa à plusieurs conciles nationaux et fut mêlé à plusieurs affaires importantes de son époque. Au concile tenu à Savonnières en juin 859, il fit partie de la commission de quatre archevêques désignés pour examiner le cas de leur collègue Wenilon de Sens, accusé par le roi Charles le Chauve ; il fut chargé d'écrire une lettre à Wenilon, réfugié auprès de Louis le Germanique, et la fit porter, étant lui-même malade, par son suffragant l'évêque Robert du Mans. Après le concile de Tusey (octobre-novembre 860), il assista aussi à ceux de Pîtres (ouvert le 25 juin 861) et de Verberie (ouvert le 25 octobre 863). Dans ce dernier, il fut établi juge du long différend entre son suffragant l'évêque du Mans et l'abbaye de Saint-Calais ; les titres allégués par l'évêque Robert furent reconnus faux et durent être apportés devant le roi dans un délai de quatorze jours pour être détruits. Au concile de Soissons ouvert le 18 août 866, il prononça le discours notifiant à ses collègues le dessein du roi Charles le Chauve de faire couronner Hermentrude, son épouse depuis plus de vingt-trois ans (ce qui fut fait par Hincmar de Reims). Il participa encore avant sa mort à des conciles à Troyes, Quierzy et Verberie.
Une des grandes affaires de son épiscopat fut celle de la métropole de Bretagne. Nominoë, ayant répudié la suzeraineté de Charles le Chauve, avait introduit de grands bouleversements dans l'Église de la province de Tours : au printemps 849, il fit déposer pour simonie quatre évêques d'obédience carolingienne par une assemblée tenue dans la résidence de Coëtlou (non loin de Redon) ; s'étant emparé de la ville de Nantes en août 850, il en chassa l'évêque franc Actard et le remplaça par Gislard, un prêtre de Vannes ; il aurait aussi remodelé la carte ecclésiastique, et prétendit créer une nouvelle métropole pour sa principauté à Dol (en amputant donc la province ecclésiastique de Tours). Actard, un temps rétabli à Nantes après la mort de Nominoë (851), fut chassé une seconde fois par le roi Salomon (roi des Bretons en 857) et dut se réfugier à nouveau à Tours, auprès d'Hérard. Le concile franc de Savonnières (juin 859) écrivit à quatre évêques bretons toujours reconnus par lui comme légitimes une lettre les sommant de reconnaître Hérard pour leur métropolitain. En 862, le pape Nicolas Ier adressa une lettre au roi Salomon, lui rappelant que les évêques de son État dépendaient de l'archevêque de Tours, mais qu'il pouvait envoyer une ambassade à Rome s'il voulait discuter de la question. Le 26 mai 865, le même pape, ayant reçu une ambassade de Salomon lui demandant le pallium d'archevêque pour l'évêque Festinien, qui occupait le siège de Dol, lui répondit qu'il ne présentait pas sa pétition suivant les formes requises, et qu'il manquait les pièces justificatives. Nicolas Ier adressa encore une autre lettre, quelques mois plus tard, au même roi, et une autre le 17 mai 866 à l'évêque Festinien qui avait fait une démarche propre ; la teneur était la même. Le concile de Soissons d'août 866 (où se trouvaient non seulement l'archevêque Hérard, mais aussi l'évêque exilé Actard) écrivit au pape une lettre de plainte contre les Bretons (où l'on apprend entre autres que l'évêque Salacon de Dol, déposé en 849 à l'assemblée de Coëtlou, était toujours vivant) ; ce message fut porté ensuite à Rome par Actard lui-même, chargé de compléter oralement. Juste après ce concile, le 29 septembre 866, l'évêque de Rennes Électran se fit consacrer à Tours par Hérard, Actard et Robert du Mans.
On attribue à Hérard des actes de saint Chrodegang, évêque de Sées au VIIIe siècle. Hincmar de Reims lui a écrit plusieurs lettres conservées, et l'abbé Loup de Ferrières une.
Ce fut Actard qui succéda à Hérard comme archevêque de Tours (avant le concile de Douzy d'août 871).       

## Édition
- Patrologia Latina, vol. CXXI, col. 761-778 (Capitula Herardi archiepiscopi Turonensis ; Commonitorium Herardi archiepiscopi Turonensis ad Venilonem Senonum archiepiscopum ; Annuntatio Herardi archiepiscopi Turonensis regis Caroli Calvi ac synodi Suessionensis jussu facta).

## Liens
- Notice dans un dictionnaire ou une encyclopédie généraliste :   - Deutsche Biographie
- Notices d'autorité :   - VIAF
  - GND